# Harry Potter och Fenixorden (soundtrack)
Harry Potter och Fenixorden är det officiella soundtracket till filmen med samma namn. Soundtracket släpptes den 10 juli 2007, dagen före filmens premiär i England. Nicholas Hooper skrev de 18 spåren som finns med på skivan. Hooper efterträdde John Williams, som gjorde musiken till de första tre filmerna, och Patrick Doyle som gjorde det fjärde. 
Hooper inkorporerade Hedwig's Theme, seriernas ursprungliga grundmelodi i kompositionen, som från början skrevs av John Williams till de första tre filmerna, och även hörd i den fjärde filmen. I mars och april 2007 spelade Hooper och London Chamber Orchestra in nästan två timmars musik på Abbey Road Studios i London. Inspelningarna, liksom filmen och boken, sägs vara mörkare än de tidigare inslagen i serierna. För att framhålla detta, reflekterar två nya huvudmelodier den illabådande nya figuren Dolores Umbridge, och Lord Voldemorts invasion av Harrys hjärna. En stor japansk taikotrumma användes för ett djupare ljud i stöten.

## Låtlista
Låtlistan släpptes på Amazon.com den 10 juni 2007. Spåren är inte i kronologisk ordning, dvs. den ordning de kommer i filmen.
1. "Fireworks" - 1:49
2. "Professor Umbridge" - 2:35
3. "Another Story" - 2:41
4. "Dementors in the Underpass" - 1:45
5. "Dumbledore's Army" - 2:42
6. "Hall of Prophecy" - 4:27
7. "Possession" - 3:20
8. "The Room of Requirement" - 6:09
9. "The Kiss" - 1:56
10. "A Journey to Hogwarts" - 2:54
11. "The Sirius Deception" - 2:36
12. "Death of Sirius" - 3:58
13. "Umbridge Spoils a Beautiful Morning" - 2:40
14. "Darkness Takes Over" - 2:58
15. "The Ministry of Magic" - 2:48
16. "The Sacking of Trelawney" - 2:15
17. "Flight of the Order of the Phoenix" - 1:34
18. "Loved Ones and Leaving" - 3:15